# Пушма (посёлок)
 Пушма  — поселок в Подосиновском районе Кировской области, административный центр Пушемского сельского поселения. 

## География
Расположена на расстоянии примерно 44 км на восток по прямой от центра поселения села Утманово у железнодорожной линии Киров-Котлас.

## История
Основан в 1934 году как Пушемский лесопункт Пинюгского лестрансхоза, в 1950 году хозяйств 684 и жителей 922, в 1989 (уже поселок Пушма) 816 жителей . 

## Население
Постоянное население составляло 619 человек (русские 95%) в 2002 году, 335 в 2010.